# Alejandro Goić

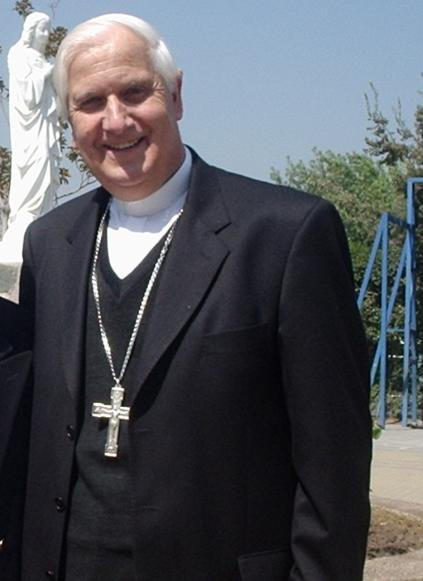
Mgr Goić en 2006.

Alejandro Goić Karmelić, né le 7 mars 1940 à Punta Arenas, est un évêque catholique chilien, évêque émérite du diocèse de Rancagua et ancien président de la conférence épiscopale du Chili (2004-2010).

## Biographie

### Formation
Alejandro Goić Karmelić naît le dernier de quatre enfants dans une famille d'immigrés croates, originaires de l'île de Brač, en Dalmatie.
Alejandro Goić étudie dans une école rurale, puis à l'Institut Don Bosco et au lycée salésien de Punta Arenas. Ensuite, il entre au séminaire métropolitain de Concepción, où il étudie la philosophie, puis à l'université pontificale catholique du Chili, où il étudie la théologie.

### Prêtre
Alejandro Goić est ordonné prêtre le 12 mars 1966 à Punta Arenas par Mgr Vladimiro Boric. il devient vicaire à la paroisse Notre-Dame-de-Fatima de Punta Arenas et aumônier de prison, jusqu'en 1973.
Il est nommé en mars 1973 vicaire général de Punta Arenas par Mgr Boric, jusqu'en mai 1979, sous l'épiscopat de Mgr Tomas Gonzalez. Pendant cette période, Alejandro Goić participe aux négociations entre l'Église du Chili et l'Église d'Argentine afin d'éviter un conflit militaire en 1978 (résolu finalement grâce à l'arbitrage de Jean-Paul II) entre les deux pays à propos de différends frontaliers. Entre 1975 et 1976, il étudie la théologie à l'abbaye Saint-André de Bruges en Belgique.

### Évêque
Le pape Jean-Paul II le nomme évêque in partibus d'Africa (de) et évêque auxiliaire de l'archidiocèse de Concepción. Il est sacré à Rome, le 27 mai 1979. Il a 39 ans.
Le 30 juin 1991, il est nommé évêque auxiliaire du diocèse de Talca et en 1994, évêque du diocèse d'Osorno. Le 10 juillet 2003, il devient évêque coadjuteur du diocèse de Rancagua et succède en 2004 à Mgr Javier Prado Aránguiz (démissionnaire pour raison d'âge). Il est élu en 2007 président de la conférence épiscopale du Chili pour un mandat de trois ans.
Comme tous les évêques chiliens, il offre sa démission au pape François le 18 mai 2018. Cette démission est acceptée le 28 juin suivant. Fernando Ramos est nommé administrateur apostolique.

## Rôle social

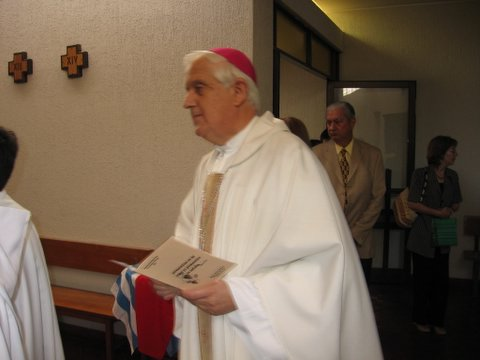
Mgr Goić en 2006.

Alejandro Goić s'est toujours senti concerné par la question sociale, en particulier par les problèmes de pauvreté et la défense de la justice sociale, selon les principes de l'Évangile.

### Droits des travailleurs
Pendant les années 1980, alors que Mgr Goić est évêque auxiliaire de Concepción, il rend visite à l'abbé Enrique Moreno Laval, vicaire dans la région minière du Lota, afin de se familiariser avec la situation des travailleurs indigènes qui revendiquent de meilleures conditions de travail. Il est en butte à la contestation des syndicats mis en place par le régime militaire du général Pinochet qui le qualifient d'« évêque rouge ».

### Protestations estudiantines de 2006
Bien que ne prenant pas une part active à la médiation entre les étudiants contestataires et le pouvoir en 2006, il se déclare en faveur d'une conclusion favorable et publie sa prise de position :
« Personne au Chili ne s'oppose à l'amélioration de la qualité et de l'équité dans l'éducation ici. L'on voudrait demander aux leaders étudiants, qui ont fait preuve de grande compétence, d'avoir un peu de patience afin que le problème soit réglé par le parlement. »
Le 25 mai 2006, un groupe d'étudiants lance des pierres sur la résidence de Mgr Goić à Rancagua, ainsi que sur le lycée Oscar Castro, alors que l'évêque avait préalablement exprimé son souhait d'être médiateur.

### Négociateur
En tant qu'évêque de Rancagua et président de la conférence épiscopale, il s'exprime dans une lettre du 18 juillet 2007 à propos d'un conflit au sein de l'entreprise d'État Codelco (plus grand producteur de cuivre au monde) qui externalise les travailleurs :

« Il faut progresser à propos des négociations collectives concernant les externalisations de la compagnie. Les événements récents montrent que la législation est insuffisante dans ce domaine. Le droit à la négociation collective de manière effective est un droit fondamental reconnu par la communauté internationale et l'Église elle-même et appartenant aux travailleurs. Cette reconnaissance ne serait pas complète sans possibilité d'empêcher le travailleur de collaborer avec ceux qui bénéficient le plus directement des fruits de son travail. »

### Autres
Pendant la première moitié de l'année 2008, il sert de médiateur entre le gouvernement et Patricia Troncoso, prisonnière politique pro-Mapuche, qui faisait depuis 112 jours une grève de la faim.
En 2009, la conférence épiscopale, sous l'impulsion de Mgr Goić, demande une amnistie générale présidentielle pour l'année 2010 dénommée le « pardon du bicentenaire » (indépendance du Chili en 1810). Cette demande est reconnue par le gouvernement, mais la possibilité que des militaires condamnés pour violation des droits de l'Homme en bénéficient est écartée par la porte-parole du gouvernement, Carolina Tohá. L'amnistie est mise en place après les élections présidentielles, c'est-à-dire entre janvier et début mars 2010.
Sa nièce Carolina Goić Borojević (née en 1972) , présidente du parti démocrate-chrétien chilien, s'est présentée aux élections présidentielles de 2017.